# 応天門
応天門（おうてんもん、旧字体：應天門）は、いくつかの宮城に作られた門の名である。

## 洛陽
洛陽では、皇城内部にあり、宮城の南の正門だった（宮城は皇城の内側にある）。
605年に建造。当初は則天門や紫微宮門と呼ばれていたが、王世充により、順天門と改められた。しかしこの順天門は、李世民の攻城により、ひとたび焼失した。
唐代初期に再建され、則天門と改められた。その後、睿宗の代に、母武則天の「則」字を避諱して、現在の名の応天門となった。ただし、晩唐五代に一時、五鳳楼と改名されていた。
左右3回ずつ折れ曲がる「双向三出闕」という様式である。これはのちの紫禁城の故宮午門と同じであり、故宮午門はこれに似せて作られたとも言う。国事や外交の式典に使われた。
1959年、中州渠の開削により、ほとんどが失われた。1992年、国家文物局が一部を修復した。

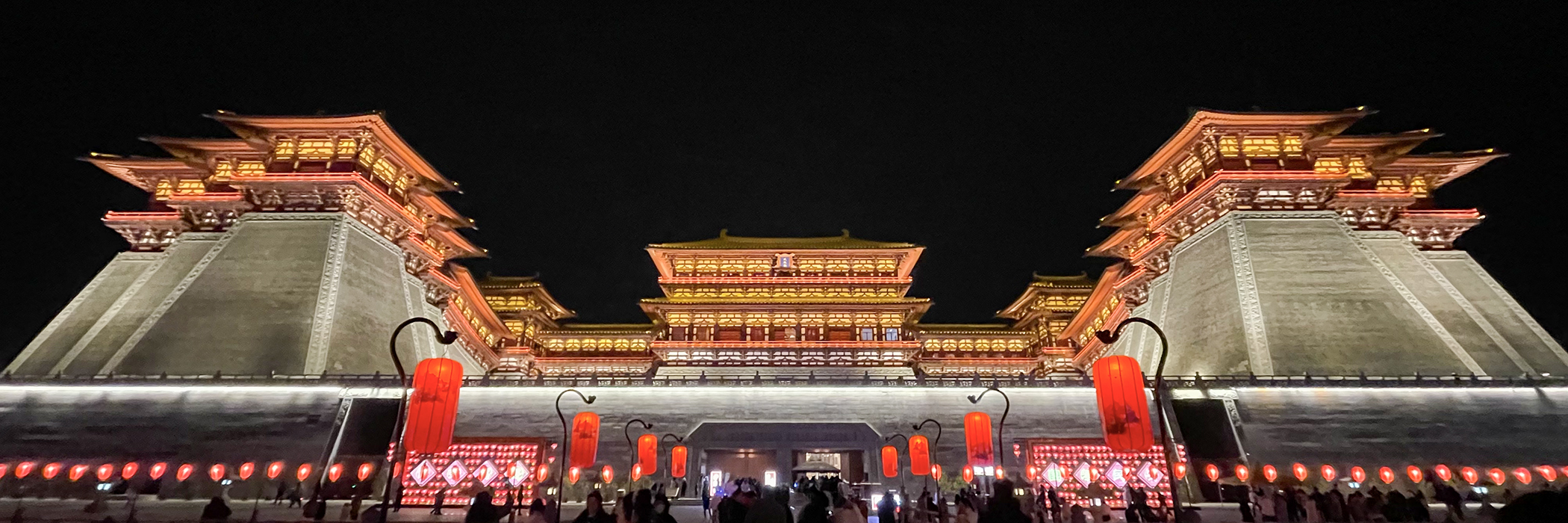
復元された洛陽城の応天門

## 平城京
現在基壇のみが残る。朝堂院の正門。朱雀門の真北にあり、そこから会昌門跡、大極殿が見える。規模は朱雀門より小さく、平安神宮の応天門と同じくらいである。(旧跡を示すの碑などは無い。)

## 平安京

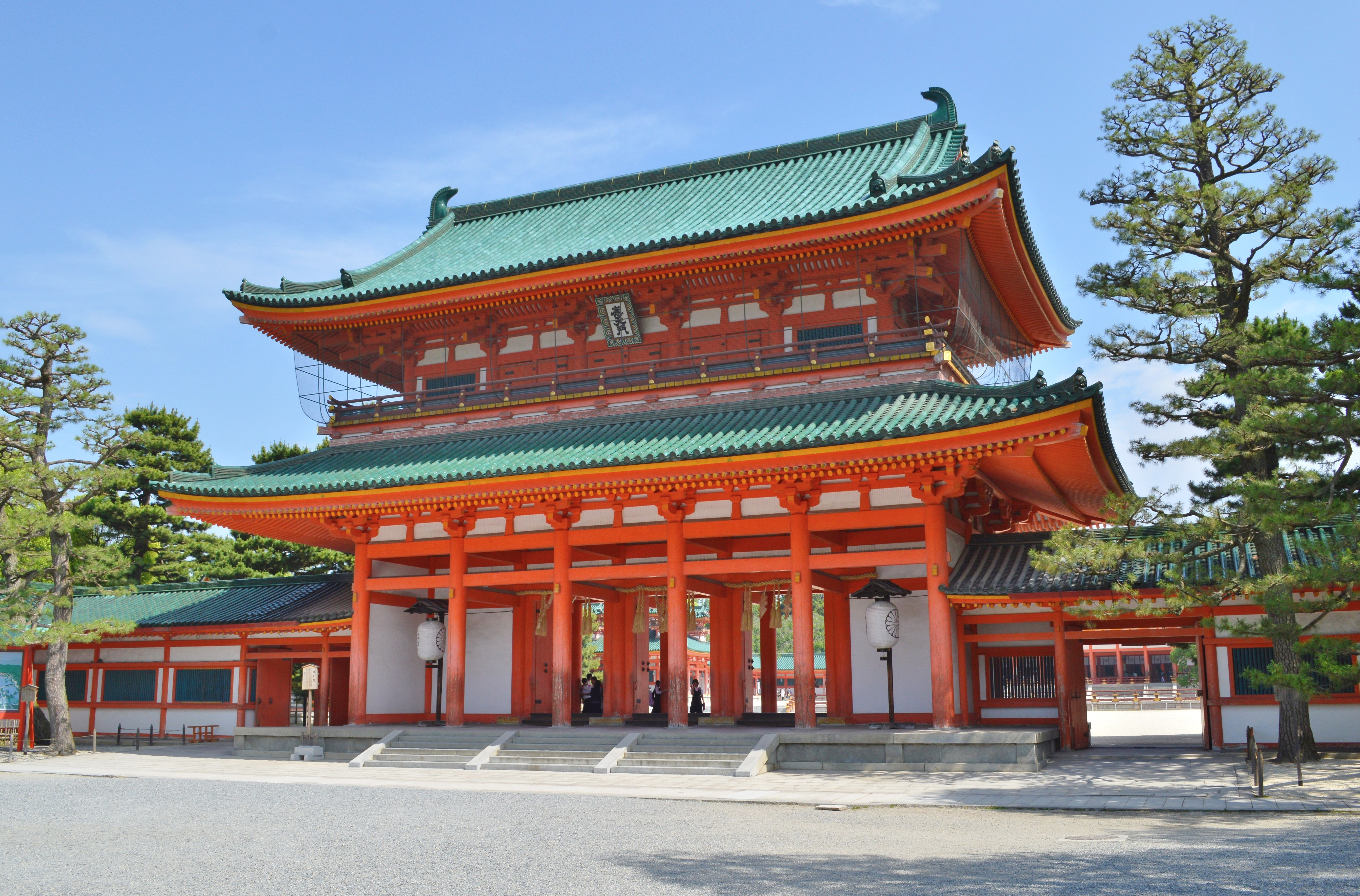
平安神宮の応天門（平安京の応天門の縮小レプリカ）

大内裏の内側にあった門で、朝廷内での政務・重要な儀式を行う場であった朝堂院（八省院）の正門である。朱雀門のすぐ北にあり、朱雀門・会昌門と並ぶ重要な門であった。場所は2012年まで出世稲荷神社があった所付近（京都市上京区と中京区の南西の境界付近）とされる（旧跡を示す碑などは存在しない）。
扁額は空海の筆によるものと言われている。「弘法にも筆の誤り」ということわざは、空海（弘法大師）が応天門の扁額を書いた際に「應」の一画目の点を書き忘れてしまった（まだれをがんだれにしてしまった）が、空海は掲げられた額を降ろさずに筆を投げつけて書き足したという伝承に由来する。
866年（貞観8年）、応天門の変で放火されたことで有名であるが、その他にもたびたび失われては再建されたが、1177年（治承元年）の大火で失われて以降、再建されなくなった。応天門の変の後の再建の際には、改名を論じられている。
平安神宮の応天門は、平安京の応天門を5/8のスケールで模したものである。